# Pontós

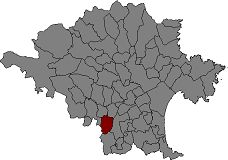
Położenie gminy na mapie comarki Alt Empordà.

Pontós – gmina w Hiszpanii,  w Katalonii, w prowincji Girona, w comarce Alt Empordà.
Powierzchnia gminy wynosi 13,62 km². Zgodnie z danymi INE, w 2005 roku liczba ludności wynosiła 229, a gęstość zaludnienia 16,81 osoby/km². Wysokość bezwzględna gminy równa jest 94 metry.

## Miejscowości
W skład gminy wchodzą dwie miejscowości, w tym miejscowość gminna o tej samej nazwie:
- Pontós – liczba ludności: 201
- Romanyà d’Empordà – 28

## Demografia
| 1991 | 1996 | 2001 | 2004 | 2005 |
| ---- | ---- | ---- | ---- | ---- |
| 193  | 216  | 223  | 212  | 229  |